# 令狐通
令狐 通（れいこ つう、生没年不詳）は、唐代の軍人。本貫は京兆府富平県。

## 経歴
令狐彰の子として生まれた。元和年間、宰相の李吉甫の上奏により賛善大夫の位を受け、宿州刺史として出向した。
元和9年（814年）、淮西の呉元済が反乱を起こすと、令狐通はこれを討つために起用されて泗州刺史となった。この年のうちに寿州団練使・検校御史中丞に転じた。戦闘があるたびに、令狐通は必ず得た捕虜の人数を誇張した。数人の反乱兵を捕らえると、すぐさま勝報を上書した。宰相の武元衡は笑って上奏しなかった。令狐通は敗北すると、あえて上聞しようとしなかった。のちに反乱軍の攻撃に遭い、州境の城柵がそろって陥落すると、令狐通は寿春県に逃れ、城壁を閉ざして出陣しなかった。
憲宗は李文通を派遣して令狐通と交代させ、令狐通は昭州司戸参軍に左遷された。のちに撫州司馬に転じた。元和14年（819年）、長安に召還されて右衛将軍となった。給事中の崔植は令狐通がかつて寿州で紀律を失っており、将軍の任を加えるにふさわしくないと上奏した。しかし憲宗は令狐通の父に功績があることから、その子を棄てるに忍びないと、制命のとおり行わせた。1年あまりして、令狐通は淄州刺史として出向した。長慶初年、入朝して左衛大将軍となり、死去した。

## 伝記資料
- 『旧唐書』巻124 列伝第74
- 『新唐書』巻148 列伝第73